# Salmo 40
El salmo 40  es, según la numeración hebrea, el cuadragésimo salmo del Libro de los salmos de la Biblia. Corresponde al salmo 39 según la numeración de la Biblia Septuaginta griega, empleada también en la Vulgata latina. Por este motivo, recogiendo la doble numeración, a este salmo también se le refiere como el salmo 40 (39).

## Interpretación
Matthew Henry llama al salmo una "Confianza para liberación. (1-5) La obra de redención de Cristo. (6-10) y una Oración por misericordia y gracia. (11-17)"  Mientras que algunos ven en él lo profético  de Jesús o mesías en general.
John Wesley lo vio como una oración de salvación.

## Estructura
La primera parte del Salmo (versículos 1-11) forma parte de la serie de salmos de acción de gracias de un individuo.
Los versículos 13-18 establecen originalmente, posiblemente, un contexto de Salmo independiente, porque es virtualmente idéntico al Salmo 70 . Esta parte pertenece más al grupo de los salmos de lamento.

## Usos

### Judaísmo
- El versículo 2 se encuentra en la repetición de la Amidá durante Rosh Hashaná .[7]
- El versículo 12 es el segundo verso de V'hu Rachum en Pesukei Dezimra,[8] y el largo Tachanun recitado los lunes y jueves.[8]

### Nuevo Testamento
- Los versículos 6-8 se citan en Hebreos 10: 5-7 .[9]

Esta frase "Me deleito en hacer tu voluntad" también se contrasta con el versículo del mismo Salmo donde "Se complacen en hacerme daño". Esto se suma a esta imaginería que presagia las conspiraciones y la traición de Jesús. El siguiente Salmo 41 también es visto por el Nuevo Testamento como presagio de la traición de Jesús por Judas.

### Música
El salmo se usó en la canción "40" de U2, la última pista de su álbum de 1983, War.
Una canción de The Mountain Goats titulada "Salmo 40: 2" aparece en su álbum de 2009 La vida del mundo por venir , inspirada en el mismo verso.

## Texto
La siguiente tabla muestra el texto en hebreo del salmo con vocales, junto con el texto en griego koiné de la Septuaginta  y la traducción al español de la Versión del Rey Jacobo. Tenga en cuenta que el significado puede diferir ligeramente entre estas versiones, ya que la Septuaginta y el texto masorético provienen de tradiciones textuales diferentes.  En la Septuaginta, este salmo está numerado como Salmo 39.
| #      | Hebreo                                                                                      | Inglés | Griego |
| ------ | ------------------------------------------------------------------------------------------- | --- | --- |
| [ 14 ] | לַ֝מְנַצֵּ֗חַ לְדָוִ֥ד מִזְמֽוֹר׃                                                                           | (Al músico principal, salmo de David.) | Εἰς τὸ τέλος· ψαλμὸς τῷ Δαυΐδ. - |
| 1      | קַוֺּ֣ה קִוִּ֣יתִי יְהֹוָ֑ה וַיֵּ֥ט אֵ֝לַ֗י וַיִּשְׁמַ֥ע שַׁוְעָתִֽי׃                                                         | Esperé pacientemente al Señor, y él se inclinó hacia mí y escuchó mi clamor. | ΥΠΟΜΕΝΩΝ ὑπέμεινα τὸν Κύριον, καὶ προσέσχε μοι καὶ εἰσήκουσε τῆς δεήσεώς μου |
| 2      | וַיַּעֲלֵ֤נִי ׀ מִבּ֥וֹר שָׁאוֹן֮ מִטִּ֢יט הַיָּ֫וֵ֥ן וַיָּ֖קֶם עַל־סֶ֥לַע רַגְלַ֗י כּוֹנֵ֥ן אֲשֻׁרָֽי׃                                    | Él me sacó de un pozo de desgracia, de lodo cenagoso, y puso mis pies sobre una roca, y afirmó mis pasos.                                                                                                  | καὶ ἀνήγαγέ με ἐκ λάκκου ταλαιπωρίας καὶ ἀπὸ πηλοῦ ἰλύος καὶ ἔστησεν ἐπὶ πέτραν τοὺς πόδας μου καὶ κατηύθυνε τὰ διαβήματά μου                                                      |
| 3      | וַיִּתֵּ֬ן בְּפִ֨י ׀ שִׁ֥יר חָדָשׁ֮ תְּהִלָּ֢ה לֵאלֹ֫הֵ֥ינוּ יִרְא֣וּ רַבִּ֣ים וְיִירָ֑אוּ וְ֝יִב ְטְח֗וּ בַּיהֹוָֽה׃                             | Y puso en mi boca un cántico nuevo, alabanza a nuestro Dios; muchos lo verán y temerán, y confiarán en el Señor.                                                                                           | καὶ ἐνέβαλεν εἰς τὸ στόμα μου ᾆσμα καινόν, ὕμνον τῷ Θεῷ ἡμῶν· ὄψονται πολλοὶ καὶ φοβηθήσονται καὶ ἐλπιοῦσιν ἐπὶ Κύριον.                                                            |
| 4      | אַ֥שְֽׁרֵי הַגֶּ֗בֶר אֲשֶׁר־שָף֣ם יְ֭הֹוָה מִבְטַח֑וֹ וְֽלֹא־פָנָ֥ה אֶל־רְ֝הָבִ֗ים וְשָׂטֵ ֥י כָזָֽב׃                                    | Bienaventurado el hombre que pone su confianza en el Señor, y no respeta a los orgullosos, ni a los que se desvían hacia la mentira.                                                                       | μακάριος ἀνήρ, οὗ ἐστι τὸ ὄνομα Κυρίου ἐλπὶς αὐτοῦ, καὶ οὐκ ἐπέβλεψεν εἰς ματαιότητας καὶ μανίας ψευδεῖς.                                                                          |
| 5      | רַבּ֤וֹת עָשִׂ֨יתָ ׀ אַתָּ֤ה ׀ יְהֹוָ֣ה אֱלֹהַי֮ נִ֥פְלְאֹתֶ֥יךָ וּמַחְשְׁבֹתֶ֗יךָ אֵ֫לֵ ֥ינוּ אֵ֤ין ׀ עֲרֹ֬ךְ אֵלֶ֗יךָ אַגִּ֥ידָה וַאֲדַבֵּ֑רָה עָ֝צְמ֗וּ מִ סַּפֵּֽר׃ | Muchas son, oh Señor, Dios mío, las maravillas que has hecho, y tus pensamientos hacia nosotros; no pueden ser contados ante ti; si yo los declarara y los contara, serían más que los granos de la arena. | πολλὰ ἐποίησας σύ, Κύριε ὁ Θεός μου, τὰ θαυμάσιά σου, καὶ τοῖς διαλογισμοῖς σου οὐκ ἔστι τίς ὁμοιωθήσεταί σοι· ἀπήγγειλα καὶ ἐλάλησα, ἐπληθύνθησαν ὑπὲρ ἀριθμόν.                   |
| 6      | זֶ֤בַח וּמִנְחָ֨ה ׀ לֹֽא־חָפַ֗צְתָּ אׇ֭זְנַיִם כָּרִ֣יתָ לִּ֑י עוֹלָ֥ה וַ֝חֲטָאָ֗ה לֹ֣א שָׁ אָֽלְתָּ׃                                      | No quisiste sacrificios ni ofrendas; abriste mis oídos; no pediste holocaustos ni expiaciones por el pecado.                                                                                               | θυσίαν καὶ προσφορὰν οὐκ ἠθέλησας, σῶμα δὲ κατηρτίσω μοι· ὁλοκαυτώματα καὶ περὶ ἁμαρτίας οὐκ ἐζήτησας.                                                                             |
| 7      | אָ֣ז אָ֭מַרְתִּי הִנֵּה־בָ֑אתִי בִּמְגִלַּת־סֵ֝֗פֶר כָּת֥וּב עָלָֽי׃                                                       | Entonces dije: «He aquí que vengo; en el rollo del libro está escrito de mí, | τότε εἶπον· ἰδοὺ ἥκω, ἐν κεφαλίδι βιβλίου γέγραπται περὶ ἐμοῦ· |
| 8      | לַ֥עֲשׂוֹת־רְצוֹנְךָ֣ אֱלֹהַ֣י חָפָ֑צְתִּי וְ֝ת֥וֹרָתְךָ֗ בְּת֣וֹךְ מֵעָֽי׃                                                     | Me deleito en hacer tu voluntad, oh Dios mío; tu ley está en mi corazón. | τοῦ ποιῆσαι τὸ θέλημά σου, ὁ Θεός μου, ἐβουλήθην καὶ τὸν νόμον σου ἐν μέσῳ τῆς κοιλίας μου.                                                                                        |
| 9      | בִּשַּׂ֤רְתִּי צֶ֨דֶק ׀ בְּקָ֘הָ֤ל רָ֗ב הִנֵּ֣ה שְׂ֭פָתַי לֹ֣א אֶכְלָ֑א יְ֝הֹוָ֗ה אַתָּ ֥ה יָדָֽעְתָּ׃                                        | He predicado la justicia en la gran congregación; he aquí, no he refrenado mis labios, oh Señor, tú lo sabes.                                                                                              | εὐηγγελισάμην δικαιοσύνην ἐν ἐκκλησίᾳ μεγάλῃ· ἰδοὺ τὰ χείλη μου οὐ μὴ κωλύσω· Κύριε, σὺ ἔγνως.                                                                                     |
| 10     | צִדְקָתְךָ֬ לֹֽא־כִסִּ֨יתִי ׀ בְּת֬וֹךְ לִבִּ֗י אֱמוּנָתְךָ֣ וּתְשׁוּעָתְךָ֣ אָמָ֑רְתִּי לֹא ־כִחַ֥דְתִּי חַסְדְּךָ֥ וַ֝אֲמִתְּךָ֗ לְקָהָ֥ל רָֽב׃                | No he ocultado tu justicia en mi corazón; he proclamado tu fidelidad y tu salvación; no he ocultado tu amor y tu verdad a la gran congregación.                                                            | τὴν δικαιοσύνην σου οὐκ ἔκρυψα ἐν τῇ καρδίᾳ μου, τὴν ἀλήθειάν σου καὶ τὸ σωτήριόν σου εἶπα, οὐκ ἔκρυψα τὸ ἔλεός σου καὶ τὴν ἀλήθειάν σου ἀπὸ συναγωγῆς πολλῆς.                     |
| 11     | אַתָּ֤ה יְהֹוָ֗ה לֹֽא־תִכְלָ֣א רַחֲמֶ֣יךָ מִמֶּ֑נִּי חַסְדְּךָ֥ וַ֝אֲמִתְּךָ֗ תָּמִ֥יד יִצְּר ֽוּנִי׃                                        | No me niegues tu misericordia, oh Señor; que tu amor y tu verdad me protejan siempre. | σὺ δέ, Κύριε, μὴ μακρύνῃς τοὺς οἰκτιρμούς σου ἀπ᾿ ἐμοῦ· τὸ ἔλεός σου καὶ ἡ ἀλήθειά σου διαπαντὸς ἀντιλάβοιντό μου.                                                                 |
| 12     | כִּ֤י אָפְפֽוּ־עָלַ֨י ׀ רָע֡וֹת עַד־אֵ֬ין מִסְפָּ֗ר הִשִּׂיג֣וּנִי עֲ֭וֺנֹתַי וְלֹא־יָכֹ ֣לְתִּי לִרְא֑וֹת עָצְמ֥וּ מִשַּׂעֲר֥וֹת רֹ֝אשִׁ֗י וְלִבִּ֥י עֲזָבָֽ נִי׃ | Porque innumerables males me han rodeado; mis iniquidades se han apoderado de mí, y no puedo levantar la vista; son más que los cabellos de mi cabeza; por eso mi corazón desfallece.                      | ὅτι περιέσχον με κακά, ὧν οὐκ ἔστιν ἀριθμός, me han alcanzado mis iniquidades, y no puedo levantar la vista; son más que los cabellos de mi cabeza, y mi corazón me ha abandonado. |
| 13     | רְצֵ֣ה יְ֭הֹוָה לְהַצִּילֵ֑נִי יְ֝הֹוָ֗ה לְעֶזְרָ֥תִי חֽוּשָׁה׃                                                          | Alégrate, oh Señor, de librarme; oh Señor, apresúrate a socorrerme. | εὐδόκησον, Κύριε, τοῦ ῥύσασθαί με· Κύριε, εἰς τὸ βοηθῆσαί μοι πρόσχες. |
| 14     | יֵ֘בֹ֤שׁוּ וְיַחְפְּר֨וּ ׀ יַחַד֮ מְבַקְשֵׁ֥י נַפְשִׁ֗י לִסְפּ֫וֹתָ֥הּ יִסֹּ֣גוּ אָ֭חוֹר וְי ִכָּלְמ֑וּ חֲ֝פֵצֵ֗י רָעָתִֽי׃                            | Que se avergüencen y se confundan juntos los que buscan mi alma para destruirla; que sean echados atrás y avergonzados los que me desean el mal.                                                           | καταισχυνθείησαν καὶ ἐντραπείησαν ἅμα οἱ ζητοῦντες τὴν ψυχήν μου τοῦ ἐξᾶραι αὐτήν· ἀποστραφείησαν εἰς τὰ ὀπίσω καὶ καταισχυνθείησαν οἱ θέλοντές μοι κακά·                          |
| 15     | יָ֭שֹׁמּוּ עַל־עֵ֣קֶב בׇּשְׁתָּ֑ם הָאֹמְרִ֥ים לִ֝֗י הֶ֘אָ֥ח ׀ הֶאָֽח׃                                                       | Que sean desolados como recompensa por su vergüenza, los que me dicen: «¡Ajá, ajá!». | κομισάσθωσαν παραχρῆμα αἰσχύνην αὐτῶν οἱ λέγοντές μοι· εὖγε, εὖγε. |
| 16     | יָ֘שִׂ֤ישׂוּ וְיִשְׂמְח֨וּ ׀ בְּךָ֗ כׇּֽל־מְבַ֫קְשֶׁ֥יךָ יֹאמְר֣וּ תָ֭מִיד יִגְדַּ֣ל יְ הֹוָ֑ה אֹ֝הֲבֵ֗י תְּשׁוּעָתֶֽךָ׃                              | Que todos los que te buscan se regocijen y se alegren en ti; que los que aman tu salvación digan continuamente: «Sea engrandecido el Señor».                                                               | ἀγαλλιάσθωσαν καὶ εὐφρανθήτωσαν ἐπὶ σοὶ πάντες οἱ ζητοῦντές σε, Κύριε, καὶ εἰπάτωσαν διαπαντός· μεγαλυνθήτω ὁ Κύριος, οἱ ἀγαπῶντες τὸ σωτήριόν σου.                                |
| 17     | וַאֲנִ֤י ׀ עָנִ֣י וְאֶבְיוֹן֮ אֲדֹנָ֢י יַחֲשׇׁ֫ב־לִ֥י עֶזְרָתִ֣י וּמְפַלְטִ֣י אַ֑תָּה אֱ֝ל ֹהַ֗י אַל־תְּאַחַֽר׃                              | Pero yo soy pobre y necesitado; sin embargo, el Señor piensa en mí: tú eres mi ayuda y mi libertador; no tardes, oh Dios mío.                                                                              | ἐγὼ δὲ πτωχός εἰμι καὶ πένης, Κύριος φροντιεῖ μου. βοηθός μου καὶ ὑπερασπιστής μου εἶ σύ· ὁ Θεός μου, μὴ χρονίσῃς.                                                                 |

### Versión de la Bibla Reina Valera 1960
1 Pacientemente esperé a Jehová, Y se inclinó a mí, y oyó mi clamor.
2 Y me hizo sacar del pozo de la desesperación, del lodo cenagoso; Puso mis pies sobre peña, y enderezó mis pasos.
3 Puso luego en mi boca cántico nuevo, alabanza a nuestro Dios. Verán esto muchos, y temerán, Y confiarán en Jehová.
4 Bienaventurado el hombre que puso en Jehová su confianza, Y no mira a los soberbios, ni a los que se desvían tras la mentira.
5 Has aumentado, oh Jehová Dios mío, tus maravillas; Y tus pensamientos para con nosotros, No es posible contarlos ante ti.
Si yo anunciare y hablare de ellos, No pueden ser enumerados.
6 Sacrificio y ofrenda no te agrada; Has abierto mis oídos; Holocausto y expiación no has demandado.
7 Entonces dije: He aquí, vengo; En el rollo del libro está escrito de mí;
8 El hacer tu voluntad, Dios mío, me ha agradado, Y tu ley está en medio de mi corazón.
9 He anunciado justicia en grande congregación; He aquí, no refrené mis labios, Jehová, tú lo sabes.
10 No encubrí tu justicia dentro de mi corazón; He publicado tu fidelidad y tu salvación; No oculté tu misericordia y tu verdad en grande asamblea.
11 Jehová, no retengas de mí tus misericordias; Tu misericordia y tu verdad me guarden siempre.
12 Porque me han rodeado males sin número; Me han alcanzado mis maldades, y no puedo levantar la vista. Se han aumentado más que los cabellos de mi cabeza, y mi corazón me falla.
13 Quieras, oh Jehová, librarme; Jehová, apresúrate a socorrerme.
14 Sean avergonzados y confundidos a una Los que buscan mi vida para destruirla. Vuelvan atrás y avergüéncense Los que mi mal desean;
15 Sean asolados en pago de su afrenta Los que me dicen: !!Ea, ea!
16 Gócense y alégrense en ti todos los que te buscan, Y digan siempre los que aman tu salvación: Jehová sea enaltecido.
17 Aunque afligido yo y necesitado, Jehová pensará en mí. Mi ayuda y mi libertador eres tú; Dios mío, no te tardes.

### Versión de la Biblia de las Américas
1 Al Señor esperé pacientemente, y Él se inclinó a mí y oyó mi clamor.
2 Me sacó del hoyo de la destrucción, del lodo cenagoso; asentó mis pies sobre una roca[a] y afirmó mis pasos.
3 Puso en mi boca un cántico nuevo, un canto de alabanza a nuestro Dios; muchos verán esto, y temerán, y confiarán en el Señor.
4 Cuán bienaventurado es el hombre que ha puesto en el Señor su confianza[b], y no se ha vuelto a los soberbios ni a los que caen en falsedad.
5 Muchas son, Señor, Dios mío, las maravillas que tú has hecho, y muchos tus designios para con nosotros; nadie hay que se compare contigo; si los anunciara, y hablara de ellos, no podrían ser enumerados.
6 Sacrificio y ofrenda de cereal no has deseado; has abierto mis oídos; holocausto y ofrenda por el pecado no has requerido.
7 Entonces dije: He aquí, vengo; en el rollo del libro está escrito de mí;
8 me deleito en hacer tu voluntad, Dios mío; tu ley está dentro de mi corazón.
9 He proclamado buenas nuevas de justicia en la gran congregación; he aquí, no refrenaré mis labios, oh Señor, tú lo sabes.
10 No he escondido tu justicia dentro de mi corazón; he proclamado tu fidelidad y tu salvación; no he ocultado a la gran congregación tu misericordia y tu fidelidad.
11 Tú, oh Señor, no retengas tu compasión de mí; tu misericordia y tu fidelidad me guarden continuamente,
12 porque me rodean males sin número; mis iniquidades me han alcanzado, y no puedo ver; son más numerosas que los cabellos de mi cabeza, y el corazón me falla.
13 Ten a bien, oh Señor, libertarme; apresúrate, Señor, a socorrerme.
14 Sean avergonzados y humillados a una los que buscan mi vida[m] para destruirla; sean vueltos atrás y cubiertos de ignominia los que se complacen en mi mal.
15 Queden atónitos a causa de su vergüenza los que me dicen: ¡Ajá, ajá!
16 Regocíjense y alégrense en ti todos los que te buscan; que digan continuamente: ¡Engrandecido sea el Señor! los que aman tu salvación.
17 Por cuanto yo estoy afligido y necesitado, el Señor me tiene en cuenta. Tú eres mi socorro y mi libertador; Dios mío, no te tardes.

### Versión de la Biblia Textual IV edición
1 Pacientemente esperé a YHVH, Y se inclinó hacia mí y oyó mi clamor.
2 Me hizo subir del pozo de la desesperación, del lodo cenagoso; Asentó mis pies sobre una roca, Y afirmó mis pasos.
3 Puso luego en mi boca un cántico nuevo, Alabanza a nuestro Elohim. Verán esto muchos, y temerán, Y confiarán en YHVH.
4 ¡Cuán bienaventurado es el varón que puso en YHVH su confianza! Que no mira a los soberbios ni a los que se desvían tras la mentira.
5 ¡Oh YHVH, Elohim mío, has aumentado tus maravillas, Y tus designios para con nosotros! ¡No hay nadie comparable a Ti! Si los anunciara y hablara de ellos, No pueden ser enumerados.
6 Sacrificio y ofrenda no te agradan, Pero me preparaste un cuerpo, Ofrenda expiatoria no has demandado,
7 Entonces dije: ¡He aquí, vengo! En la cabecilla del rollo está escrito acerca de mí:
8 Oh Elohim mío, el hacer tu voluntad me ha agradado, Y tu ley está en mis entrañas.
9 He proclamado las buenas noticias de justicia delante de la gran congregación. He aquí, oh YHVH, Tú lo sabes: No refrené mis labios,
10 Ni encubrí tu justicia dentro de mi corazón. He proclamado tu fidelidad y tu salvación, No he ocultado tu misericordia y tu verdad ante la gran congregación.
11 Tú, pues, oh YHVH, no retengas de mí tus misericordias, Y tu bondad y fidelidad me guarden siempre.
12 Porque me han rodeado males sin número; Me han sobrecogido mis iniquidades, Y no puedo levantar la vista; Superan en número los cabellos de mi cabeza, Y mi corazón me falla.
13 ¡Oh YHVH, quieras Tú librarme! ¡Oh YHVH, apresúrate a socorrerme!
14 ¡Sean abochornados y confundidos a una los que me buscan para destruirme! ¡Sean vueltos atrás y avergüéncense los que desean mi mal!
15 ¡Queden atónitos a causa de su vergüenza los que me dicen: Ea, ea!
16 ¡Regocíjense y alégrense en Ti todos los que te buscan! Digan siempre los que aman tu salvación: ¡Engrandecido sea YHVH!
17 Aunque estoy afligido y necesitado, Adonai se acordará de mí. Tú eres mi ayuda y mi libertador; ¡Elohim mío no te tardes!

## Comentarios

### De la iglesia católica

#### A todo el salmo
El inicio del Salmo 40 (vv. 2-5) presenta un reconocimiento explícito de la acción salvadora de Dios en situaciones extremas, precisamente aquellas en las que el salmista clamaba en el Salmo 39 (cf. Sal 39,13-14). A diferencia de la actitud de silencio que predominaba anteriormente (cf. Sal 39,2.10), aquí el salmista se muestra impulsado a proclamar la alabanza divina (v. 4) y a manifestar públicamente su experiencia (v. 8). En este salmo confluyen la conciencia del pecado personal, destacada en Salmo 38 (cf. también Sal 39,9), y la contraposición entre la vergüenza destinada a los enemigos y la alegría de los que buscan a Dios, en términos semejantes a los utilizados en Salmo 35 (cf. 35,21.26-27; 40,15-17). Así, el Salmo 40 se configura como una continuación y ampliación de las súplicas expresadas en los salmos precedentes.
La estructura del salmo se organiza en dos partes principales: en primer lugar, una acción de gracias que celebra las intervenciones divinas (vv. 2-11); en segundo lugar, una súplica dirigida a Dios (vv. 12-18). La sección inicial se abre con la declaración del salmista: su espera confiada en el Señor fue escuchada, resultando en su salvación y en el impulso de invitar a otros a confiar en Dios (vv. 2-5). Luego, se dirige directamente al Señor, reconociendo la magnitud de sus obras y expresando su disponibilidad a realizar lo que Dios exige (vv. 6-9), proclamándolo ante la asamblea (vv. 10-11). 
La segunda parte comprende una petición de perdón (vv. 12-13) seguida de una súplica de auxilio frente a sus adversarios (vv. 14-18). Esta súplica posterior fue conservada también como un salmo independiente en el Salterio (cf. Sal 70), lo que sugiere que pudo haber circulado separadamente en alguna etapa de la tradición litúrgica. El núcleo teológico del salmo se centra en la disposición del salmista a obedecer la voluntad divina, concebida como la verdadera respuesta que Dios espera en lugar de sacrificios rituales (vv. 7-9). Esta perspectiva se vincula con la imagen del siervo de Yahvé en Isaías y anticipa la actitud de Cristo, quien vino a servir y a entregar su vida por la redención de muchos (cf. Mt 20,28).

#### A los versículos 1-5
En el Salmo 40, las expresiones «pozo de la miseria» y «fango cenagoso» (v. 3) constituyen imágenes poéticas que representan el dominio de la muerte, hacia el cual el salmista se veía irremediablemente arrastrado. En contraste, la «roca» simboliza la estabilidad y la fuerza que provienen de la intervención divina. Dios inspira al salmista un cántico «nuevo» (v. 4), en oposición al lamento propio del sufrimiento; este nuevo canto es de alabanza, reflejo de una vida restaurada tras la experiencia de la cercanía de la muerte (cf. Is 38,10-20). Mediante este cántico, que tiene la virtud de atraer a muchos a confiar en Dios (v. 4), se proclama que la verdadera felicidad humana se encuentra en la confianza en el Señor, y no en la soberbia. El término traducido como «soberbios» (v. 5) en el texto corresponde en hebreo a una expresión que alude originalmente a «monstruos marinos», símbolo de las fuerzas adversas a Dios y asociadas a la mentira y la rebelión.

#### A los versículos 6-9
Las acciones de Dios a favor de su pueblo son tan numerosas que no pueden enumerarse (v. 6). En respuesta, Dios exige obediencia a su voluntad y su Ley (v. 9), no simples sacrificios rituales, que solo tienen valor si expresan obediencia sincera (cf. 1 S 15,22; Is 10,20; Mi 6,6-8). La expresión «Me abriste el oído» —literalmente «me cavaste el oído»— puede referirse al rito de consagración definitiva de un siervo a su amo, o a la disposición del discípulo que escucha y aprende (cf. Is 48,8; 50,4-5). La Septuaginta traduce esta frase como «Me preparaste un cuerpo», reflejando posiblemente la primera interpretación, dado que en griego el «cuerpo» puede representar al siervo entero. La respuesta del salmista es la aceptación inmediata y total de la voluntad de Dios, conforme a lo escrito en el «rollo del libro». Esta mención sugiere que el salmista podría ser el rey, a quien, según la ley mosaica, se entregaba una copia de la Ley para que gobernara conforme a ella.

Después de haber dicho antes: No quisiste ni te agradaron sacrificios y ofrendas ni holocaustos y víctimas expiatorias por el pecado —cosas que se ofrecen según la Ley—, añade luego: Aquí vengo para hacer tu voluntad. Deroga lo primero para instaurar lo segundo. Y por esa voluntad somos santificados de una vez para siempre, mediante la ofrenda del cuerpo de Jesucristo.

En Cristo, y por medio de su voluntad humana, la voluntad del Padre fue cumplida perfectamente y de una vez por todas. Jesús dijo al entrar en el mundo: “He aquí que yo vengo, oh Dios, a hacer tu voluntad” (Hb 10,7; Sal 40,7). Sólo Jesús puede decir: “Yo hago siempre lo que le agrada a él” (Jn 8,29). En la oración de su agonía, acoge totalmente esta Voluntad: “No se haga mi voluntad sino la tuya”. He aquí por qué Jesús “se entregó a sí mismo por nuestros pecados según la voluntad de Dios” (Ga 1,4). “Y en virtud de esta voluntad somos santificados, merced a la oblación de una vez para siempre del cuerpo de Jesucristo”.

#### A los versículos 10-13
El salmista, además de cumplir la Ley, reconoce su misión de proclamar ante «la gran asamblea» que el Señor es el Dios de la Alianza. Basado en la acción salvadora de Dios, presenta sus culpas —que le quitan ánimo y alegría («Mi corazón me falla», v. 13)— y suplica misericordia.

Así como los vapores oscurecen el aire y no le dejan lucir el sol claro; como el espejo tomado del paño no puede recibir serenamente en sí el rostro; o como (en) el agua envuelta en cieno, no se divisa bien la cara del que en ella se mira; así, el alma que de los apetitos está tomada, según el entendimiento está entenebrecida, y no da lugar para que ni el sol de la razón natural ni el de la Sabiduría de Dios sobrenatural la embistan e ilustren de claro. Y así dice David (Sal 40,13), hablando a este propósito: Comprehenderunt me iniquitates meae, et non potui, ut viderem, que quiere decir: Mis maldades me comprehendieron, y no pude tener poder para ver.